# Slag bij Cardedeu
De Slag bij Cardadeu was een slag die op 16 december 1808 werd uitgevochten tijdens de Spaanse Onafhankelijkheidsoorlog tussen het Eerste Franse Keizerrijk en Spanje.

## Aanloop
Sinds juli 1809 zat het Franse leger van generaal Guillaume Philibert Duhesme vast in Barcelona. In eerste instantie werd er een poging gedaan door Honoré Charles Reille gedaan om Duhesme uit zijn isolement te krijgen, maar na de slag bij Gerona was hij uitgeschakeld. Er werd een nieuwe poging ondernomen door Laurent de Gouvion Saint-Cyr. Na een succesvol beleg van Roses marcheerde hij richting Barcelona.
Ondertussen bracht de nieuwe Spaanse generaal Juan Miguel de Vives Duhesme terug te dringen tot in de muren van Barcelona. De Gouvion Saint-Cyr koos voor een ogenschijnlijke inlandse route naar Barcelona en marcheerde in een boog om Girona heen. Zodra de Spanjaarden het nieuws hoorden brachten ze een gedeelte van een leger op de been om de Fransen te onderscheppen.

## Slag
In de ochtend van 16 december bereikte Vives met zijn leger de vallei ten westen van Cardedeu. Saint-Cyr bereikte als tweede het slagveld en stelde zijn Italiaanse soldaten in de frontlinie. Deze vormden de eerste aanval op de rechterflank van het Spaanse leger samen met de divisie van kolonel Souham. Hij wist de eerste linie te doorbreken, maar werd staande gebracht door de tweede linie. Door een tegenaanval van Theodor von Reding werden de Italianen terug gedreven.
Saint-Cyr handelde snel en stuurde zijn leger opnieuw op de rechterflank af, maar ook richting de centrum van de Spaanse legermacht. Vervolgens stuurde hij een enkele divisie richting de linkerflank van de Spanjaarden om hen af te leiden. Dit gaf de gelegenheid voor de Italiaanse cavalerie om de Spanjaarden in de rug aan te vallen. Hierdoor sloegen het Spaanse leger op de vlucht. Theodor von Reding wist nog maar net te ontsnappen.

## Nasleep
Toen de Spaanse commandant Caldagues het nieuws vernam over de slag begon hij zich te trekken uit zijn kampement bij Barcelona en trok zich verder terug. In de Slag bij Molins del Rey zou Caldagues samen met Von Reding en Vives tegenover Saint-Cyr staan.